# あんころ餅
あんころ餅（あんころもち）は、和菓子の一種。

## 概要
餅を小豆でできた餡で包んだもの。餡が餅の衣になっていることから「餡衣餅（あんころももち）」と呼ばれ、それが「あんころ餅」になったという説がある。おはぎ、ぼた餅と同一視されることもあるが、中身が完全な餅であるという点でそれらとは区別されていることが多い。
関西や北陸地方（特に京都・金沢）を中心に夏の土用の入りの日にあんころ餅を食べる風習があり、別名「土用餅（どようもち）」と呼ばれる。
発祥は定かではないが、ウナギを食べるのと同様に、土用餅を食べて精を付けて夏の暑さを乗り切るためとされている。
江戸時代に、疲れた旅人が食べやすい様に一口サイズになったともいわれている。
日本各地に分布し、土産菓子としても使われることが多い。

明治期以降に各地に鉄道が開業すると、長距離を移動する鉄道旅客の車内でのおやつとして各地の駅で近隣の菓子店や弁当業者が構内営業の許可を取得し駅弁のように立ち売りで販売されるようになった。昭和期から平成期にかけて、新幹線開業などによる長距離列車の廃止で需要が減ったことから駅での立ち売りはほぼ無くなったが、業者自身の店舗や駅構内のコンビニ、近隣の新幹線や特急停車駅の売店やコンビニ、地元のスーパーや道の駅などでの販売に移行して継続いるところも多い。

## あんころ餅で有名な地域
- 北海道札幌市 - 札幌駅名物として札幌駅立売商会が「柳もち」を1906年より販売している。
- 群馬県安中市 - 熊ノ平駅にて近隣の食堂「玉屋」が「貞光の力餅」を立ち売りしていた。駅廃止後、横川駅側に移転した「玉屋ドライブイン」での販売に移行。

またこれとは別に、熊ノ平駅廃止後も荻野屋が横川駅や軽井沢駅で「碓氷峠の力餅」を販売している。
- 新潟県上越地方 - 「川渡餅」という名称で伝統的な菓子となっている
- 石川県白山市 - かつてJR北陸線の松任駅にて1990年代まで立ち売りしていた（元文2年<西暦1737年>創業の圓八によって明治31年から行われていたが、立ち売り廃止後は駅ではセブンイレブンキヨスクで販売し、駅がIRいしかわ鉄道へ移管された後も販売継続）
- 石川県津幡町 - 1903年以来津幡駅名物として庭田あんころ屋の「きびあんころ」が販売されている。2025年現在は駅構内から撤退済み（撤退時期不明）で近隣のスーパーで販売。
- 静岡県静岡市 - 安倍川餅
- 三重県伊勢市 - 伊勢神宮門前町において「赤福」「御福餅」などの商標のあんころ餅が名物
- 滋賀県草津市 - 姥が餅
- 岡山県倉敷市児島 - 由加山の名物
- 京都府宮津市-天橋立の名物「知恵の餅」